# Chiesa di San Fermo Minore
La chiesa di San Fermo Minore, conosciuta anche come chiesa del Crocefisso, è stata un luogo di culto cattolico che sorgeva a Verona, demolito sul finire del XIX secolo.

## Storia
La chiesa di San Fermo Minore, così chiamata per distinguerla da quella di San Fermo Maggiore, venne consacrata nel 1139 dal vescovo Tebaldo: questa andò a sostituire un precedente sacello in cui era contenuta la pietra cosparsa del sangue dei due martiri Fermo e Rustico ma che era andato distrutto a causa del catastrofico terremoto del 1117. Accanto alla chiesa era presente anche un piccolo monastero di Benedettini che venne però fatto demolire nel 1389 da Gian Galeazzo Visconti, in modo da poter far edificare la Cittadella fortificata: in quell'occasione la chiesa venne salvata dall'abbattimento mentre il monastero fu spostato in prossimità della chiesa di San Fermo Minore di Brà.
Nel 1469 la chiesa di San Fermo è chiamata per la prima volta "del Crocefisso" per via di una croce collocata sull'altare maggiore, a cui si attribuivano capacità miracolose, tanto che gli infetti di lebbra o di peste che dovevano essere portati all'ospedale e, più tardi, presso il lazzaretto di Verona, sostavano presso la chiesa, che fungeva così da stazione di partenza e di arrivo.
L'8 agosto 1624 la chiesa subì ingentissimi danni a causa di un fulmine che fece scoppiare il deposito di polvere da sparo della vicina torre della Paglia. Già l'8 gennaio dell'anno successivo si decise di ricostruire la chiesa con l'impiego di 14 000 ducati, una somma considerevole che permise di terminare i lavori di ricostruzione il 6 aprile 1627 i lavori di ricostruzione erano già terminati, probabilmente su progetto dell'architetto Domenico Curtoni, nipote e allievo del più noto Michele Sanmicheli. Quel giorno venne inaugurata la chiesa e vi fu riportata la croce miracolosa, che era rimasta illesa nello scoppio.
La chiesa venne chiusa al culto in epoca napoleonica e demaniata tramite decreto, tuttavia venne riaperta nel 1822 grazie all'interessamento di un sacerdote; da quel momento e fino alla sua demolizione, avvenuta sul finire del secolo per fare spazio all'ampliamento del macello comunale, svolse la funzione di chiesa sussidiaria della parrocchiale di San Fermo Minore di Brà. Una lapide riportante l'iscrizione «Qui, sul creduto luogo del loro martirio, ai SS. Fermo e Rustico fu anticamente dedicata una chiesa, dal popol detta del Cristo. In tempi moderni ruinata e rifatta, venne demolita nel 1898 per l’ampliamento del pubblico macello» venne posta sul posto in cui sorgeva la chiesa il 17 aprile 1904, ed è l'unico elemento che ancora oggi ricordi l'esistenza di questo importante luogo di culto della città di Verona.